# Компаниец, Алексей Петрович
Алексе́й Петро́вич Компани́ец (1916—1987) — Гвардии полковник Советской Армии, участник Великой Отечественной войны, Герой Советского Союза (1945).

## Биография
Алексей Компаниец родился 30 марта 1916 года в станице Пластуновская (ныне — Динской район Краснодарского края) в семье зажиточного казака. Окончил семь классов школы, Краснодарскую профтехшколу, Московскую лётную школу Осоавиахима, после чего работал инструктором в Краснодарском аэроклубе. В 1940 году Компаниец был призван на службу в Рабоче-крестьянскую Красную Армию. Член ВКП(б) с 1940 года.

## Великая Отечественная война
С 1941 года — на фронтах Великой Отечественной войны. Принимал участие в боях на Волховском, Ленинградском, Воронежском, Степном, 2-м и 1-м Украинском фронтах.
Приказом ВС Волховского фронта №: 54-н от: 29.06.1942 года военком эскадрильи 667-го ночного бомбардировочного полка политрук Компаниец награждён орденом Красного Знамени за 8 боевых вылетов и уничтожение автоколонны противника.
В июле 1942 года, когда полк проходил переобучение на самолет Ил-2, А.П.Компаниец был арестован и военным трибуналом приговорен к 5 годам лишения свободы за то, что при вступлении в партию скрыл свое «кулацкое» происхождение (отец – зажиточный казак). Командование заменило тюремный срок штрафным батальоном в качестве рядового в пехоте. Будущий Герой Советского Союза майор И.Е.Фёдоров поручился за него и забрал его в свой отряд  летчиков-штрафников 3-й воздушной армии Калининского фронта. В конце сентября 1942 года А.П.Компаниец по ходатайству командующего 3-й воздушной армией Героя Советского Союза генерал-майора М.М.Громова был реабилитирован со снятием судимости, как искупивший свою вину, и вернулся в свою часть. В октябре 1942 года ему  присвоено звание старшего лейтенанта, он  назначен заместителем командира эскадрильи по политической части.
Приказом ВС 1 штурм. ав. корп. Калининского фронта №: 31 от: 31.12.1942 года заместитель командира эскадрильи 667-го авиационного штурмового полка 292-й штурмовой авиадивизии старший лейтенант Компаниец орденом Отечественной войны I степени за 15 успешных боевых вылетов, многочисленные бомбежки техники противника и уничтожения в воздушном бою самолета Ме-109.
Приказом ВС 2-й ВА 1-го Украинского фронта №: 84/н от: 01.09.1943 года командир эскадрильи 667-го шап 292-й шад капитан Компаниец награждён орденом Красного Знамени за 23 успешных боевых вылета и уничтожение 9 танков,43 автомашин ,9 дотов,6 арт.батарей,2 автоцистерн,6 блиндажей,225 солдат и офицеров.
Приказом ВС 5-й ВА №: 26/н от: 17.07.1944 года штурман 141-го гвардейского штурмового полка гвардии капитан Компаниец награждён орденом Александра Невского за 29 успешных вылетов,5 воздушных боев и уничтожение двух самолетов противника и многочисленной живой силы противника.
Приказом ВС 2-й ВА 1-го Украинского фронта №: 238/н от: 05.09.1944 года штурман 141-го гвардейского штурмового полка гвардии капитан Компаниец награждён орденом Отечественной войны 2-й степени за 22 боевых вылета на самолете ИЛ-2 и уничтожение 4 танков.3 арт.орудий,2 складов,11 автомашин до 80 солдат и офицеров.
К концу войны гвардии майор Алексей Компаниец командовал 141-м гвардейским штурмовым авиаполком 9-й гвардейской штурмовой авиадивизии 2-й воздушной армии 1-го Украинского фронта. За время своего участия в боях он совершил 122 боевых вылета на штурмовку скоплений боевой техники и живой силы противника, нанеся тому большие потери. Принял участие в 27 воздушных боях, сбив 2 вражеских самолёта лично и ещё 3 — в составе группы.
Приказом Вс 1-го Украинского фронта №: 31/н от: 11.04.1945 года гвардии майор Алексей Компаниец награждён орденом Суворова 3-й степени за умелое руководство полком в боях и 15 боевых вылетов.
Указом Президиума Верховного Совета СССР от 27 июня 1945 года за «умелое руководство полком, отвагу и мужество, проявленные при нанесении штурмовых ударов по врагу», гвардии майор Алексей Компаниец был удостоен высокого звания Героя Советского Союза с вручением ордена Ленина и медали «Золотая Звезда».

## После войны
После окончания войны Компаниец продолжил службу в Советской Армии. В 1948 году он окончил Высшие офицерские лётно-тактические курсы. В 1956 году в звании полковника Компаниец был уволен в запас. Проживал в Краснодаре, работал старшим инженером по технике безопасности на Краснодарском осетровом заводе. 
В 1985 году награждён орденом Отечественной войны 1-й степени.

## Смерть
Умер 19 октября 1987 года, похоронен на Славянском кладбище Краснодара.

## Награды
Был также награждён двумя орденами Красного Знамени, орденами Суворова 3-й степени и Александра Невского, двумя орденами Отечественной войны 1-й степени, орденами Отечественной войны 2-й степени и Красной Звезды, рядом медалей.

## Память
В городе Краснодаре, на доме №179а, на улице Ставропольской, где он проживал, установлена мемориальная доска со следующим текстом: "В этом доме жил с 1972 по 1987 г Герой Советского Союза КОМПАНИЕЦ Алексей Петрович совершивший героические подвиги в годы Великой Отечественной войны".